# Jeltsin. Tri dnja v avguste
Jeltsin. Tri dnja v avguste (russisk: Ельцин. Три дня в августе) er en russisk spillefilm fra 2011 instrueret af Aleksandr Mokhov.

## Medvirkende
- Dmitrij Nazarov som Boris Jeltsin
- Aleksandr Sirin som Vladimir Krjutjkov
- Vladimir Steklov som Pavel Gratjov
- Feliks Antipov som Dmitrij Jazov
- Vladimir Jumatov som Mikhail Gorbatjov